# ثؤلول راحي إخمصي
الثؤلول الراحي الإخمصي أو ميرميسيا هو أحد أنواع الثآليل الثلاثة وتصيب الجلد في اليدين والقدمين. الإصابة سببها فيروس الورم الحليمي البشري. تحت الإصابة في راحة اليدين وأخمص القدمين وجوانب الأصابع.
ذكر هذا النوع من الثآليل آولوس كورنيليوس سلزوس في القرن الأول الميلادي، وهو ما يعرف حاليا بالثؤلول الإخمصي.
تسمية ميرميسيا الإنكليزية (أو Myrmecia) أصلها من الكلمة اليونانية (μυρμηγκιές) والتي تعني ثآليل.